# Karol Navarro Miquel
Karol Navarro Miquel SchP, hiszp. Carlos Navarro Miquel (ur. 11 lutego 1911 w Torrente de Cinca, zm. 22 września 1936 w klasztorze Montserrat) – hiszpański prezbiter z Zakonu Kleryków Regularnych Ubogich Matki Bożej Szkół Pobożnych, ofiara antykatolickich prześladowań Kościoła katolickiego w czasach hiszpańskiej wojny domowej, zamordowany z nienawiści do wiary łac. odium fidei.

## Życiorys
Pochodził z Torrente wspólnoty należącej do archidiecezji walenckiej. Był najmłodszym z czterech synów katolickiej rodziny Francisco i Dolores. Do nowicjatu zakonu pijarów wstąpił 5 sierpnia 1928 roku. 11 sierpnia następnego roku złożył proste śluby zakonne. Profesję uroczystą złożył po ukończeniu formacji zakonnej 8 grudnia 1934 roku. Przyjął imię zakonne „Carlos de Nuestra Señora de los Desamparados”(hiszp.). Teologię i filozofię studiował w Irache. Sakrament święceń kapłańskich przyjął 4 sierpnia 1935 roku. Dla realizacji powołania skierowany został do Albacete, gdzie prowadził działalność duszpasterską i wychowawczą w tamtejszej placówce pasjonistów. Kierował się myślą
„Ten dzień spędzamy pracując i modląc się. Takie jest życie wspólne. Każdorazowo czuję coraz większą radość naśladując Jezusa.”
W okresie nasilenia czerwonego terroru w Hiszpanii został aresztowany gdy przebywał w domu rodzinnym i uwięziony w klasztorze Montserrat. Rozstrzelano go 22 września 1936 roku, mimo iż w swoim apostolacie nie prowadził działalności politycznej i nie był zaangażowany w wojnę domową.

## Znaczenie
1 października 1995 roku na rzymskim Placu Świętego Piotra papież Jan Paweł II dokonał beatyfikacji czterdziestu pięciu ofiar prześladowań wśród których był Karol Navarro Miquel w grupie trzynastu pijarskich męczenników.
W Kościele katolickim dniem wspomnienia liturgicznego każdego z otoczonych kultem jest dies natalis (22 września), razem z grupą błogosławionych współbraci. Miejscem kultu jest Diecezja Albacete.